# 日本インディペンデント・ゲーム協会
一般社団法人日本インディペンデント・ゲーム協会（英: Japan Independent Games Aggregate）略称: JIGA（じが）は、日本のインディペンデントゲームを推進することを目的とする日本の業界団体。

## 協会概要
2015年4月、関西に拠点を持つキュー・ゲームス、ピグミースタジオ、ヴィテイ、17-BIT、オーツーのゲーム開発会社5社により発足。
日本のインディペンデントゲームを推進することを目的とし、インディペンデントゲームイベント「BitSummit」を主催する。
2016年、デジタルデベロップメントマネジメントとIndie MEGABOOTHが加入。

## 実績
BitSummit2015［2015/7/11＆12］…主催：BitSummit実行委員会（一般社団法人 日本インディペンデント・ゲーム協会　Indie MEGABOOTH　京都府)
BitSummit4th［2016/7/9＆10］…主催：BitSummit実行委員会（一般社団法人 日本インディペンデント・ゲーム協会　Indie MEGABOOTH　株式会社ワン・トゥー・テン・ホールディングス　京都府)
A 5th Of BitSummit［2017/5/20＆21］…主催：BitSummit実行委員会（一般社団法人 日本インディペンデント・ゲーム協会　株式会社ワン・トゥー・テン・ホールディングス　株式会社インピタス　京都府)
BitSummit Volume 6［2018/5/12＆13］…主催：BitSummit実行委員会（一般社団法人 日本インディペンデント・ゲーム協会　京都府)
BitSummit 7 Spirits［2019/6/1＆2］…主催：BitSummit実行委員会（一般社団法人 日本インディペンデント・ゲーム協会　京都府)
BitSummit Gaiden［2020/6/27＆28］…主催：BitSummit実行委員会（一般社団法人 日本インディペンデント・ゲーム協会　京都府)

## 活動目的
- インディペンデントゲームイベントの実施及び協働・支援
- インディペンデントゲーム等に関する講習会、セミナー、シンポジウム等の開催
- 活動拠点の運営・振興
- インディペンデントゲームに関する活動の促進及び団体の育成